# 인터시티엑스페리멘탈
인터시티엑스페리멘탈(독일어: InterCityExperimental) 또는 인터시티익스프레스 V(영어: ICE V) 또는 독일철도 410형(독일어: DBAG Class 410)은 독일철도의 고속 시험열차로 여기서 V는 '실험, 시험'이라는 뜻의 페어주흐(독일어: Versuch)를 의미한다.

## 개요
1974년 독일국유철도는 서독의 고속철도 노선망을 구축할 계획을 가졌다. 1983년부터 열차 시험 운행을 위해 제작되었다. 1985년 3월에 열차 제작이 완료되면서 최초로 민간에 공개되었다.
1985년 11월에 시험 주행을 하여 시속 300km 돌파에 성공했으며 1985년 11월 19일 비공개 주행 당시 최고 시속 324km를 기록했다. 1985년 11월 26일에는 공개 주행하여 최고 시속 317km를 기록했다. 1988년 5월 1일에 풀다 ~ 뷔르츠부르크 구간에서 당시 세계 최고 기록인 최고 속도 406.9km를 달성했다. ICE 1의 도입을 앞두고 현재의 명칭으로 개명되었다. ICE 2 도입을 위해 자동조절장치 시험까지 했다. 차량 노후화로 2000년에 폐차되었고 ICE S 차량으로 대체되었다.

## 참고 문헌
- (독일어) Peter Jehle, René Naumann, Rainer Schach (2006). 《Transrapid und Rad-Schiene-Hochgeschwindigkeitsbahn: Ein gesamtheitlicher Systemvergleich》. Springer. 20쪽. ISBN 354028334X.

## 같이 보기
- ICE 1